# Банне (Мозель)
Банне́ (фр. Bannay) — коммуна во французском департаменте Мозель региона Лотарингия. Относится к кантону Буле-Мозель.

## Географическое положение
Банне расположен в 22 км к востоку от Меца. Соседние коммуны: Вариз и Эльстроф на севере, Брук на востоке, Бьонвиль-сюр-Нье на юге, Курсель-Шоси на западе, Конде-Нортан на северо-западе.

## История
- Деревня провинции Лотарингия в сеньорате Равиль, прихода Вариз.
- Банне входил в эксклав Равиль, подчинённый Австрии, вошёл в состав Французского королевства в 1769 году.
- Коммуна подверглась сильным разрушениям во время Второй мировой войны 1939—1945 годов.

## Демография
По переписи 2008 года в коммуне проживало 79 человек.	

## Достопримечательности
- Часовня Рождества Богородицы XVIII века, переделана в 1859 году.